# 2061 Anza
A 2061 Anza (ideiglenes jelöléssel 1960 UA) egy földközeli kisbolygó. Henry L. Giclas fedezte fel 1960. október 22-én.